# Saubion
Saubion (okzitanisch: Sauvion) ist eine französische Gemeinde mit 1.806 Einwohnern (Stand: 1. Januar 2022) im Département Landes in der Region Nouvelle-Aquitaine. Sie gehört zum Arrondissement Dax und zum Kanton Pays Tyrossais. Die Einwohner werden Saubionnais(es) genannt.

## Geographie
Die Gemeinde Saubion liegt etwa 24 Kilometer südwestlich von Dax nahe der Atlantikküste. Umgeben wird Saubion von den Nachbargemeinden Tosse im Norden, Saint-Vincent-de-Tyrosse im Osten, Angresse im Süden sowie Seignosse im Westen und Nordwesten.

## Bevölkerungsentwicklung
| Jahr                       | 1962 | 1968 | 1975 | 1982 | 1990 | 1999 | 2006 | 2014 | 2021 |
| -------------------------- | ---- | ---- | ---- | ---- | ---- | ---- | ---- | ---- | ---- |
| Einwohner                  | 407  | 445  | 384  | 507  | 684  | 936  | 1260 | 1372 | 1791 |
| Quellen: Cassini und INSEE |      |      |      |      |      |      |      |      |      |

## Sehenswürdigkeiten
- Kirche Notre-Dame aus dem 11. Jahrhundert
- Kapelle aus dem Jahr 1706
- Schloss
- Lavoir

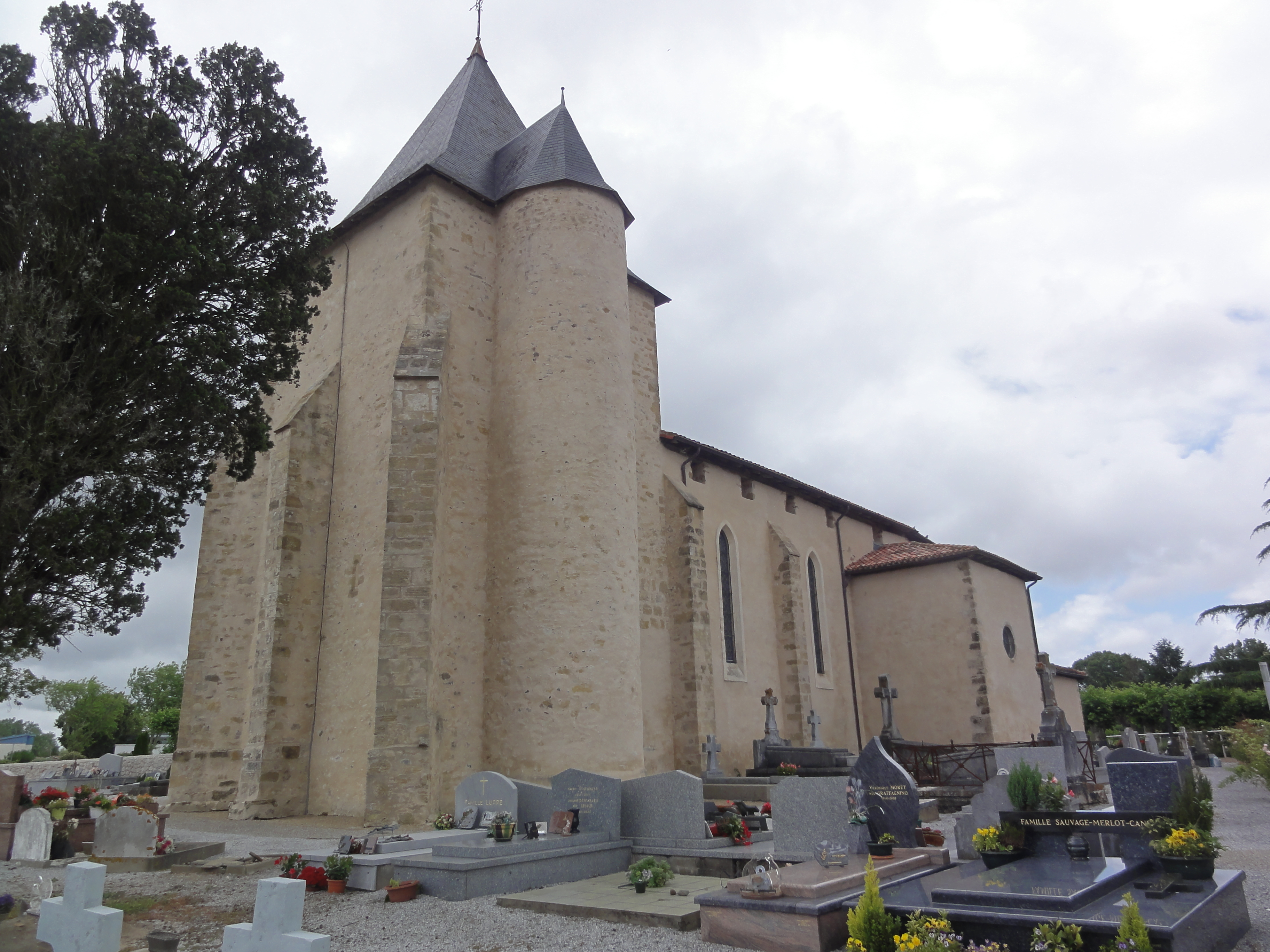
Kirche Notre-Dame
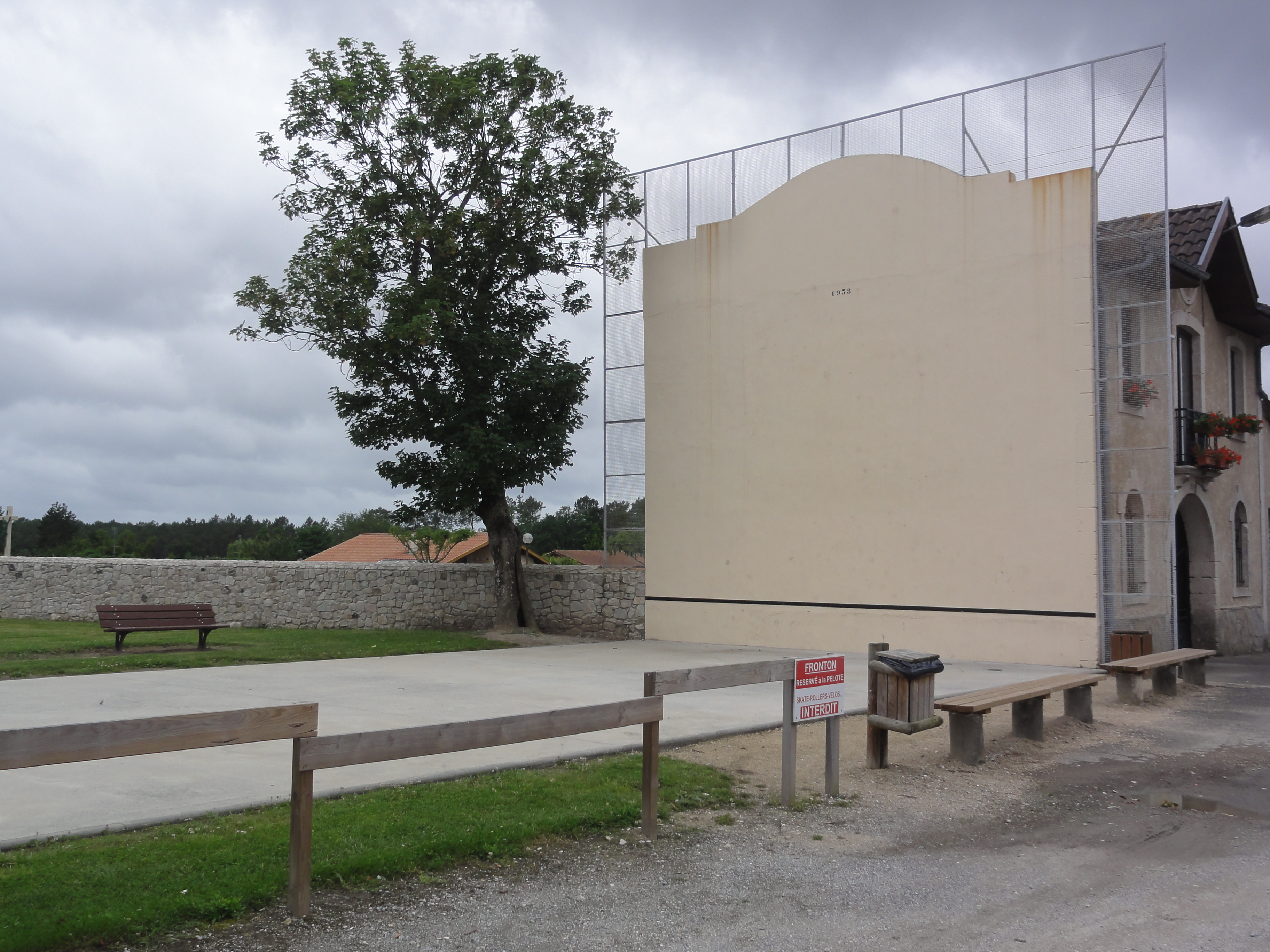
Frontón